# Friedrich Wilhelm Bauer
Friedrich Wilhelm Bauer (Frankfurt am Main, 1 januari 1834 – Stuttgart, 24 februari 1923) was een bekende Duitse letterontwerper, zoon van Johann Christian Bauer, die de lettergieterij “Bauersche Schriftgiesserei” in Frankfurt am Main heeft opgericht.
Hij leerde het lettersnijden in het bedrijf van zijn vader, maar begon voor zichzelf in 1858 en samen met zijn zwager Karl Rupprecht richtte hij in 1880 de lettergieterij “Bauer & Co” op.
In 1890 verliet hij het bedrijf weer om te werken als zelfstandige lettersnijder.